# Cereceda (Burgos)

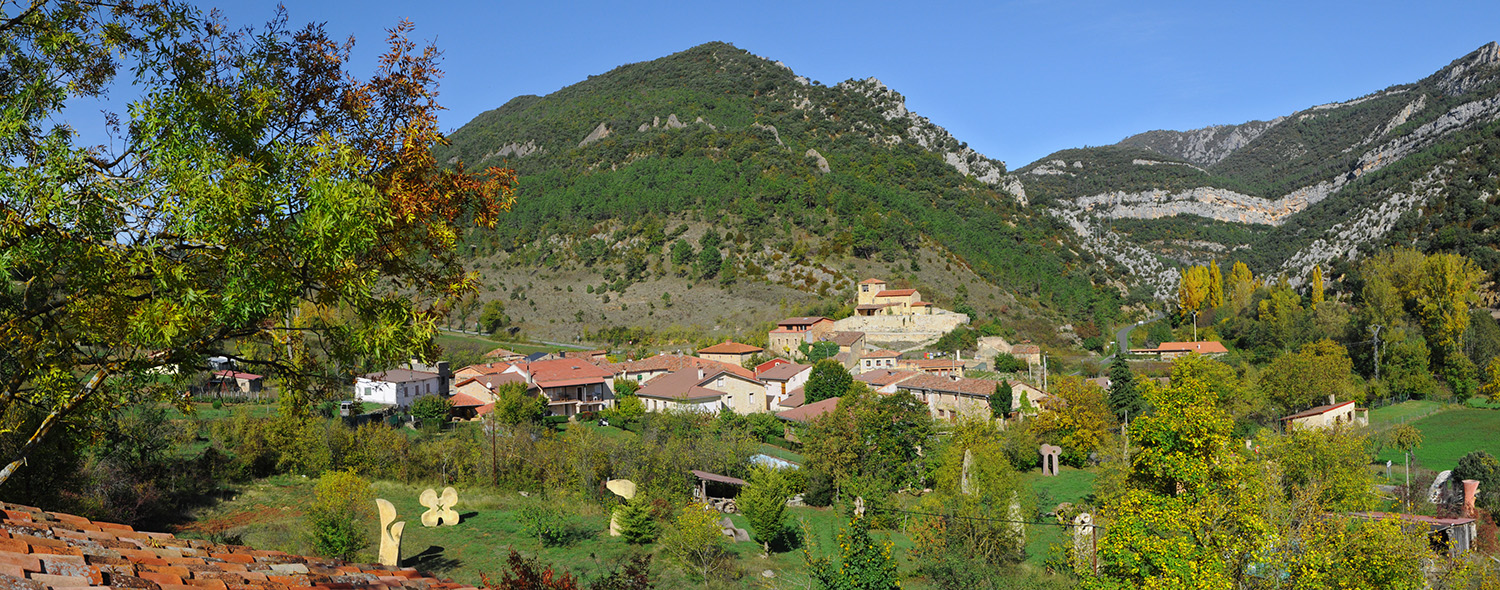
Cereceda otoño 2015

Cereceda es una localidad del municipio burgalés de Oña, en la Comunidad Autónoma de Castilla y León (España). 
La iglesia está dedicada a san Martín obispo.

## Localidades limítrofes
Confina con las siguientes localidades:
- Al norte con Panizares.
- Al sureste con Oña.
- Al suroeste con Herrera de Valdivielso.

## Demografía
Evolución de la población
| Gráfica de evolución demográfica de Cereceda entre 2000 y 2017     |
|                                                                    |
| Población de derecho (2000-2017) según el padrón municipal del INE |

## Historia

### Descripción en el Diccionario Madoz
Así se describe a Cereceda en el tomo VI del Diccionario geográfico-estadístico-histórico de España y sus posesiones de Ultramar, obra impulsada por Pascual Madoz a mediados del siglo XIX:

CERECEDA: villa con ayuntamiento en la provincia, diócesis, audiencia territorial y capitanía general de Burgos (11 leguas), partido judicial de Briviesca (6); Situada en llano a la derecha del río Ebro, defendida de los vientos del O por una cuesta de regular elevación. Tiene 22 casas de un solo piso, la consistorial, una escuela de primeras letras, una iglesia parroquial (San Martín), servida por un cura, y una ermita dedicada a San Quirce, inmediata a la villa, si bien se halla en estado ruinoso; no hay fuente; pero la proximidad al Ebro y un arroyo que nace cerca de la población, la surten de aguas suficientemente. Confina el término N Herrera; E Oña; S Terminón, y O Condado. El terreno es pedregoso y de mediana calidad, y participa de monte y llano; el principal monte es el llamado Valcabado, poblado de hayas y algunos pisos, y 2 sierras tituladas Valdecura y el Mazo que forman cordillera con la de Frías. Los caminos son locales para comunicarse únicamente con los pueblos limítrofes, a excepción de la carretera de Oña; y la correspondencia la reciben de Frías los lunes, jueves y sábados. Producciones: trigo, cebada, centeno, legumbres, uvas y buenas frutas; ganado lanar y cabrío; caza de perdices y otras aves menores; y pesca abundante de barbos, anguilas y truchas. Industria: la agrícola, dedicándose también algunos de sus habitantes al transporte de granos de unos mercados a otros de los pueblos inmediatos, o bien a la recría y venta de ganado. Población: 8 vecinos, 38 almas. Capital productivo: 189.400. Imponible: 17.089 reales.
Diccionario geográfico-estadístico-histórico de España y sus posesiones de Ultramar